# Ебина
Ебина (јап. 海老名市) град је у Јапану у префектури Канагава. Према попису становништва из 2005. у граду је живело 123.764 становника.

## Становништво
Према подацима са пописа, у граду је 2005. године живело 123.764 становника.
| 1995.   | 2000.   | 2005.   |
| ------- | ------- | ------- |
| 113.430 | 117.519 | 123.764 |